# ソフィア・グルャク
ソフィヤ・メイエロヴナ・グルャク（Софья Мейеровна Гуляк, 1979年 - ）はロシア、カザン出身のピアニスト。ラテン文字ではSofya Gulyak または Sofia Gulyakなどと表記される。

## 略歴
カザン大学でNailya Khakimovaと Alfya Burnashevaに大学院まで学び、その後はロンドンの名門王立音楽大学で学んでいる。パウル・バドゥラ＝スコダなどのマスタークラスも受講した。その後、イモラ国際ピアノアカデミーを修了。現在はイタリアに住む。
現在まで確認できるだけで30強の国際コンクールで入賞及び優勝しており、すでに地元カザンでは大芸術家として扱われている鬼才である。日本では、第1回高松国際ピアノコンクールのファイナリストに選ばれ、特別賞を受賞。2007年は国際タールベルクコンクール、Maj Lind国際ピアノコンクール、ウィリアム・カペル国際ピアノコンクールの3つを優勝で飾り、ブゾーニ国際ピアノコンクールにおいても最高位を受賞するなど、その名声と実力は世界中にとどろきつつある。2009年9月、リーズ国際ピアノコンクール優勝。その予選会やセミファイナルですら、通常以上の歓声に支えられていることが、オンデマンド配信ソースの音源で確認できる。
2012年春に英国チャンプスヒル・レコード社より日本人チェロ奏者伊藤悠貴と『ラフマニノフ・チェロとピアノのための全曲集』リリースが決定、2012年春以降iTunesおよびAmazonにて入手可能。

## 受賞歴
- 2002年リスト国際ピアノコンクール第2位
- 2004年サン・マリノピアノコンクール第1位
- 2005年ラフマニノフ国際ピアノコンクール第3位
- 2006年ジギスムント・タールベルク国際ピアノコンクール第1位
- 2006年ローズ国際ピアノコンクール第1位
- 2006年“リナ・サラ・ガッロ”国際ピアノコンクール第2位
- 2006年グバイドゥーリナ国際ピアノコンクールグランプリ受賞
- 2006年高松国際ピアノコンクール特別賞（第4位）
- 2007年ヘルシンキ国際ピアノコンクール第1位
- 2007年ウィリアム・カペル国際ピアノコンクール第1位
- 2007年ブゾーニ国際ピアノコンクール最高位
- 2007年ロン＝ティボー国際音楽コンクール第3位
- 2008年慶南国際ピアノコンクール第1位
- 2008年チボリ国際ピアノコンクール第1位
- 2009年リーズ国際ピアノコンクール第1位

## スタイル
いくつかのレビューでは「テンポがせく、ナーバス」と評されているが、実際彼女の基本テンポはかなり速い。音色をカラフルに使い分ける趣味よりも、旋律の情感や構成を重視しており、ロシアン・メソッドの影響が濃い。